# Wacław I opawski
Wacław I opawski (Przemyślida) (ur. 1362, zm. ok. 1381) – książę opawski w latach 1377 – ok. 1381.
Wacław był trzecim pod względem starszeństwa synem księcia opawskiego Mikołaja II, oraz jego trzeciej żony Juty niemodlińskiej. Wcześnie, bo już 1365 osierocony przez ojca, znalazł się wraz z młodszym bratem Przemkiem pod opieką matki i starszych przyrodnich braci Jana I i Mikołaj III. W 1377 w podziale ojcowizny wraz z Przemkiem otrzymali rdzenną Opawszczyznę, gdzie obaj rządzili jako tzw. bracia niedzielni. Wacław I opawski zmarł ok. 1381 przekazując prawa do swojego działu bratu Przemkowi.